# Sindrome di Meckel
La sindrome di Meckel o sindrome di Meckel-Gruber è una malattia congenita rara, a decorso letale, afferente al gruppo delle ciliopatie.

## Epidemiologia e storia
La sindrome ha un'incidenza stimata a 2 casi su un milione di individui (0,02 ogni 10 000) secondo uno studio del 1978, ma altre pubblicazioni la stimano a 0,07-0,7 casi su 10 000 individui.
La patologia è a ereditarietà finlandese, essendo particolarmente diffusa in Finlandia, dove colpisce 1,1 individui ogni 10 000 e costituisce il 5% di tutti i difetti del tubo neurale. Un'analisi sulla mortalità perinatale nel Leicestershire ha evidenziato un'aumentata incidenza nella comunità di indiani Gujarati.
La sindrome deve al suo nome ai medici tedeschi Johann Friedrich Meckel e Georg B. Gruber: quest'ultimo nel 1934 fornì una dettagliata descrizione del quadro clinico, chiamando la condizione Acrocefalosindattilia e disencefalia splancnocistica.

## Patogenesi
Si distinguono varie tipologie di sindrome di Meckel, a seconda del gene che subisce la mutazione responsabile della patologia. Questi geni codificano per alcune proteine importanti sul piano funzionale a livello della cellula e intracellulare, come la meckelina e la MSK1. Un'alterazione genetica porta alla codifica di proteine malfunzionanti; ciò è alla base delle manifestazioni della malattia.
| Tipo  | OMIM        | Gene     | Cromosoma |
| ----- | ----------- | -------- | --------- |
| MKS1  | OMIM 609883 | MKS1     | 17        |
| MKS2  | OMIM 603194 | TMEM216  | 11        |
| MKS3  | OMIM 607361 | TMEM67   | 8         |
| MKS4  | OMIM 611134 | CEP290   | 12        |
| MKS5  | OMIM 611561 | RPGRIP1L |           |
| MKS6  | OMIM 612284 | CC2D2A   |           |
| MKS7  | OMIM 608002 | NPHP3    |           |
| MKS8  | OMIM 613846 | TCTN2    |           |
| MKS9  | OMIM 614144 | B9D1     |           |
| MKS10 | OMIM 611951 | B9D2     |           |

## Clinica

### Segni e sintomi
La sindrome è multisistemica ed è caratterizzata da displasia cistica ai reni, gravi malformazioni del sistema nervoso centrale (tra cui spicca un encefalocele in sede occipitale), polidattilia post-assiale, difetti nello sviluppo del fegato, ipoplasia polmonare fin dalla vita intrauterina (dovuta ad oligoidramnios).

### Diagnosi
La prevalenza di displasia renale nei soggetti affetti dalla sindrome di Meckel è del 95%: la sua presenza porta allo sviluppo di cisti microscopiche diffuse e alla conseguente abnorme espansione renale (fino a 10-20 volte le dimensioni originarie), fino alla distruzione dell'organo. Il volume di liquido amniotico è spesso diminuito in caso di sindrome di Meckel, ma talvolta rientra nella normalità e quindi la mancata carenza di esso non deve far escludere la presenza della malattia. L'encefalocele occipitale è presente nel 60-80% dei casi, la polidattilia post-assiale è riscontrabile in oltre metà dei casi e la flessione (spesso accompagnata da riduzione della lunghezza) degli arti è anch'essa comune nella sindrome.
Nella maggioranza dei casi è possibile effettuare la diagnosi prenatale della sindrome mediante un'accurata ecografia ostetrica.

## Trattamento
Non esiste cura per la sindrome di Meckel; la terapia è sintomatica e palliativa, atta a limitare la sofferenza del neonato, nel caso in cui l'individuo non muoia in epoca fetale ma sopravviva fino alla nascita od oltre.

## Prognosi
La malattia è sempre progressiva e letale; i pochi bambini che sopravvivono fino alla nascita muoiono a poche ore o pochi giorni di vita; la sopravvivenza massima di un soggetto colpito dalla sindrome è, secondo la letteratura medica, di 28 mesi.